# ロング海峡
ロング海峡（ロングかいきょう、ロシア語: пролив Лонга）は、ロシアのウランゲリ島とユーラシア大陸の間にある海峡。東シベリア海とチュクチ海を結ぶ。
名称はアメリカの捕鯨船船長トマス・ロング（Thomas Long）に因む。